# Муха (съзвездие)
Вижте пояснителната страница за други значения на Муха.
Муха е малко южно съзвездие, въведено в началото на 17 век.